# Lennart Eriksson (ämbetsman)
Gustaf Lennart Eriksson, född den 8 juni 1922 i Stockholm, död där den 27 mars 1997, var en svensk ämbetsman.
Eriksson avlade studentexamen 1941 och blev politices magister 1949. Efter tjänstgöring i Riksbanken 1941–1949 blev han amanuens i Finansdepartementet 1949, förste kanslisekreterare 1953, byråchef 1954 och kansliråd i Finansdepartementet 1956. Han var expeditionschef där 1957–1964 och generaltulldirektör 1965–1982 samt styrelseledamot i Riksrevisionsverket 1971–1983. Eriksson är begravd på Råcksta begravningsplats.